# Irene Meyer-Hanno
Irene Meyer-Hanno, z domu Sager (ur. 27 września 1899 w Bielsku, zm. 15 września 1983 w Schwabenheim an der Selz) – niemiecka pianistka, nauczycielka fortepianu i korepetytorka teatralna.

## Życiorys
Pochodziła z Bielska (dziś Bielsko-Biała) na Śląsku Austriackim. Kształciła się muzycznie w zakresie fortepianu w Budapeszcie, a następnie w Berlinie. W latach 20. utrzymywała liczne kontakty z niemiecką sceną kulturalną i intelektualną, w tym z Egonem Erwinem Kischem.
Silne ataki tremy spowodowały, że jej aktywność jako pianistki z biegiem lat ograniczyła się na rzecz pracy nauczycielskiej. Po przejęciu władzy przez Hitlera jako Żydówka z pochodzenia oraz żona zaangażowanego antyfaszysty, Hansa Meyer-Hanno, nie miała możliwości kontynuowania kariery i skupiła się wyłącznie na dawaniu prywatnych lekcji oraz kształceniu synów: Andreasa, późniejszego reżysera operowego i aktywisty LGBT; oraz Georga, późniejszego fotografa w ZDF. Jej mąż został w lipcu 1944 aresztowany (i zabity w ostatnich dniach wojny podczas próby ucieczki), ona natomiast wraz z synami należała do grupy Żydów ukrywających się w Berlinie już po ogłoszeniu go wolnym od Żydów (19.05.1943).
Po wojnie została zaproszona przez Gustava von Wangenheima do współtworzenia odnowionego Teatru Niemieckiego w Berlinie. Pracowała w nim jako korepetytorka aż do czasu budowy muru (1961). Nauczyła się w tym czasie muzyki do np. inscenizacji Matki Courage i jej dzieci Brechta. Później pracowała jako nauczycielka oraz korepetytorka w Berlinie Zachodnim. Ostatnie lata życia spędziła u syna Georga w nadreńskiej wsi Schwabenheim an der Selz, gdzie na krótko przed 84. urodzinami zmarła.